# 원천석
원천석(元天錫, 1330년 7월 23일(음력 7월 8일)~?)은 고려 말 조선 초의 학자·문인이다. 본관은 원주, 자는 자정(子正), 호는 운곡(耘谷)이다. 고려 말에 정용별장(精勇別將)을 지낸 원열(原悅)의 손자이자 종부 령(宗簿 令)을 지낸 원윤적(原尹迪)의 아들이다.

## 생애
진사가 되었으나 고려 말기 정치의 혼란으로 관직에 나가지 않았다. 태종이 여러 차례 치악산까지 찾아와서 벼슬에 나아가기를 부탁하였으나, 끝내 거절하고 응하지 않았다.
《야사》(野史) 6권이 있었다고 하는데, 허목의 《기언》을 보면, 자손들이 그 기록으로 집안이 멸족될 것을 우려해 불태웠다고 되어 있다. 사후인 1612년(광해군4)에 칠봉서원(七峯書院)에 배향되었다.

## 원천석이 등장한 작품
- 《용의 눈물》(KBS, 1996년~1998년, 배우:장인한)

## 저서 및 작품
- 《운곡시사》(耘谷詩史)
- 시조 2수(눈맞아 휘어진 대를~, 흥망이 유수(有數)하니~)

## 같이 보기
- 청구영언
- 이방원
- 치악산
- 두문동칠십이인

## 참고 자료
- 《운곡시사》
- 《기언》